# Marche Grand-Paradis
La Marche Grand-Paradis est une compétition de ski de fond créée en 1975 à Cogne (Vallée d'Aoste). Elle a lieu le deuxième dimanche de février.

## Description
Le parcours de 45 kilomètres s'étend sur le territoire du parc national du Grand-Paradis, dans le haut val de Cogne. Le départ se situe au stade de fond de Cogne, sur le replat nommé Prés de Saint-Ours, où se sont déroulés entre autres une étape de la coupe du monde 2006-2007, et les championnats italiens de 2007.
Après le départ, le parcours prévoit une montée vers le Valnontey et le retour à Cogne, ensuite les skieurs rejoignent le village de Lillaz, à l'embouchure du vallon de l'Urtier. Après être retournés à nouveau à Cogne, ils se dirigent vers Épinel. Le dernier tour de bouée se situe à Champlong, avant de regagner le point de départ.
La compétition officielle est précédée par la « Minimarche », un événement réservé élèves fondeurs des  clubs de ski locaux.

## Protagonistes
Les premiers vainqueurs ont été les Valdôtains Carlo Favre et Enrica Traverso, qui ont été suivis ensuite par les plus célèbres skieurs de fond modernes, parmi lesquels figurent Maurilio De Zolt, Giorgio Di Centa, Silvano Barco, Marco Albarello et Giorgio Vanzetta, et Guidina Dal Sasso, Cristina Paluselli, Gabriella Paruzzi, sans oublier les victoires des deux champions norvégiens Anders Aukland et Odd-Bjørn Hjelmeset.